# 趙同言
趙同言（1517年—？），字德孚，山東濟南府長清縣人，軍籍，明朝政治人物。

## 生平
嘉靖十三年（1534年）甲午科山東鄉試第六名舉人。嘉靖十七年（1538年）中式戊戌科進士。初授刑部主事，陟员外郎，谳狱北畿，寻以清望补陕西按察司佥事。二十七歲即辞官归乡。

## 家族
曾祖趙宣；祖父趙明，巡檢；父趙諫之，監生。母張氏。具慶下。